# Pseudophilautus stuarti
Pseudophilautus stuarti es una especie de anfibio anuro de la familia Rhacophoridae endémica de Sri Lanka.
Esta especie se encuentra amenazada de extinción debido a la destrucción de su hábitat natural.